# The Blue Yonder
The Blue Yonder (en español El Horizonte Azul)es una película de aventuras y ciencia ficción de 1985. Fue dirigida por Mark Rosman, escrita por Mark Rosman, producida por Alan Shapiro y Annette Handley, y protagonizada por Peter Coyote, Huckleberry Fox, Art Carney, Dennis Lipscomb y Joe Flood. La película cuenta la historia de Jonathan Knicks (Fox), un onceañero que accidentalmente viaja en el tiempo desde 1985 hasta 1927 por una máquina del tiempo construida por su vecino, Henry Coogan (Carney). Allí Jonathan conoce a su abuelo, Max (Coyote), y debe de encontrar una manera de prevenir el dramático intento de Max de hacer un vuelo transatlántico solo.

## Reparto
| Actor           | Personaje            |
| --------------- | -------------------- |
| Peter Coyote*   | Max Knickerbocker    |
| Huckleberry Fox | Jonathan Knicks      |
| Art Carney      | Henry Coogan         |
| Dennis Lipscomb | Finch                |
| Joe Flood       | Leary                |
| Mittie Smith    | Helen Knickerbocker  |
| Frank Simons    | Joven Coogan         |
| Stu Klitsner    | Sr. Knicks           |
| Morgan Upton    | Policía Captain      |
| Bennett Cale    | Dooley               |
| Cyril Clayton   | Borracho             |
| Charles Adams   | Vendedor de Noticias |
| Gretchen Grant  | Sra. Knicks          |